# Estonia sub dominație suedeză
Estonia s-a aflat sub stăpânire suedeză între 1561 și 1710, când părți din Estonia actuală (și după 1645 tot teritoriul actual al țării) au făcut parte din Regatul Suediei. În urma destrămarii Statului Ordinului Teutonic, aristocrația locală⁠(d) germană baltică din zonele Harrien (Harjumaa) și Wierland (Virumaa⁠(d)), precum și orașul Reval (Tallinn) în iunie 1561 (și ceva mai târziu Jerwen — Järvamaa) a cerut și a primit protecția regelui suedez Eric al XIV-lea, ceea ce a dus la implicarea Suediei în Războiul Livonian. La încheierea ostilităților în 1583, Suedia controla părțile de nord ale Estoniei moderne și Dagö (insula Hiiumaa); din acest teritoriu a fost alcătuit Ducatul Estoniei. În urma noilor războaie dintre Polonia și Suedia, părțile sudice ale Estoniei de astăzi (pe atunci Livonia⁠(d)) au fost încorporate în Suedia prin tratatul de la Altmark⁠(d) din 1629. În 1645, Danemarca a cedat și insula Ösel (Saaremaa) Suediei, și ca urmare, aceasta a ajuns să dețină controlul întregii Estonii de astăzi.
Epoca stăpânirii suedeze a luat sfârșit efectiv în 1710, când toate provinciile suedeze baltice au capitulat⁠(d) în fața trupelor ruse în fazele finale ale Marelui Război al Nordului. Hegemonia rusă a fost oficializată în 1721.
Motivele implicării Suediei în Estonia au fost atât economice, cât și politice și militare. Coroana suedeză era interesată și să obțină o parte din profiturile din bogatul comerț cu Rusia. În același timp, o prezență în Estonia putea fi văzută și ca o modalitate de a împiedica Rusia și Danemarca să dobândească puncte de sprijin potențial periculoase în apropierea Finlandei controlate de suedezi.
Epoca stăpânirii suedeze este uneori denumită colocvial „bunele vremuri suedeze” (în estonă vana hea Rootsi aeg). Cu toate acestea, rămâne neclar dacă populația contemporană vorbitoare de estonă folosea această expresie sau dacă stăpânirea suedeză a fost semnificativ mai bună decât dominația conducătorilor străini anteriori. În special în perioada de sfârșit a stăpânirii suedeze a Estoniei, autoritățile suedeze au adoptat, totuși, o serie de reforme, care aveau ca scop diminuarea influenței aristocrației locale de limbă germană⁠(d) în beneficiul țărănimii locale vorbitoare de estonă. În lumina acestui fapt, unele dovezi sugerează că populația vorbitoare de estonă a considerat dominația suedeză ca fiind caracterizată printr-o domnie a legii, și ulterior clasele inferioare și-au exprimat dorința de a reveni sub dominație suedeză.
Printre reformele suedeze, unele cu influență de durată, s-au numărat înființarea Universității din Tartu (precum și a altor instituții de învățământ, cum ar fi Școala Gimnazială Gustav Adolf⁠(d)), care a promovat insistent luteranismul și a produs traduceri ale Bibliei în estonă; și înființarea unei curți de apel în Tartu.

Stema Estoniei suedeze (1660)

## Primii ani

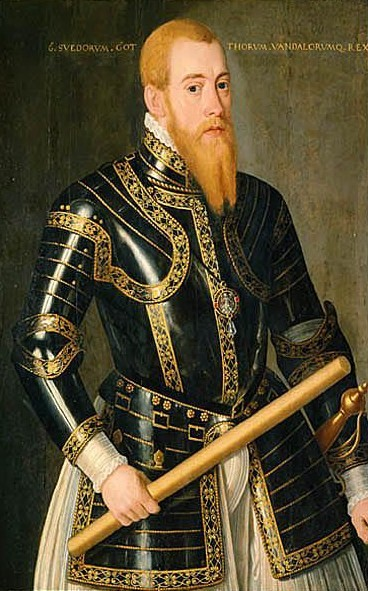
Epoca stăpânirii suedeze în Estonia a început sub domnia regelui Eric al XIV-lea.

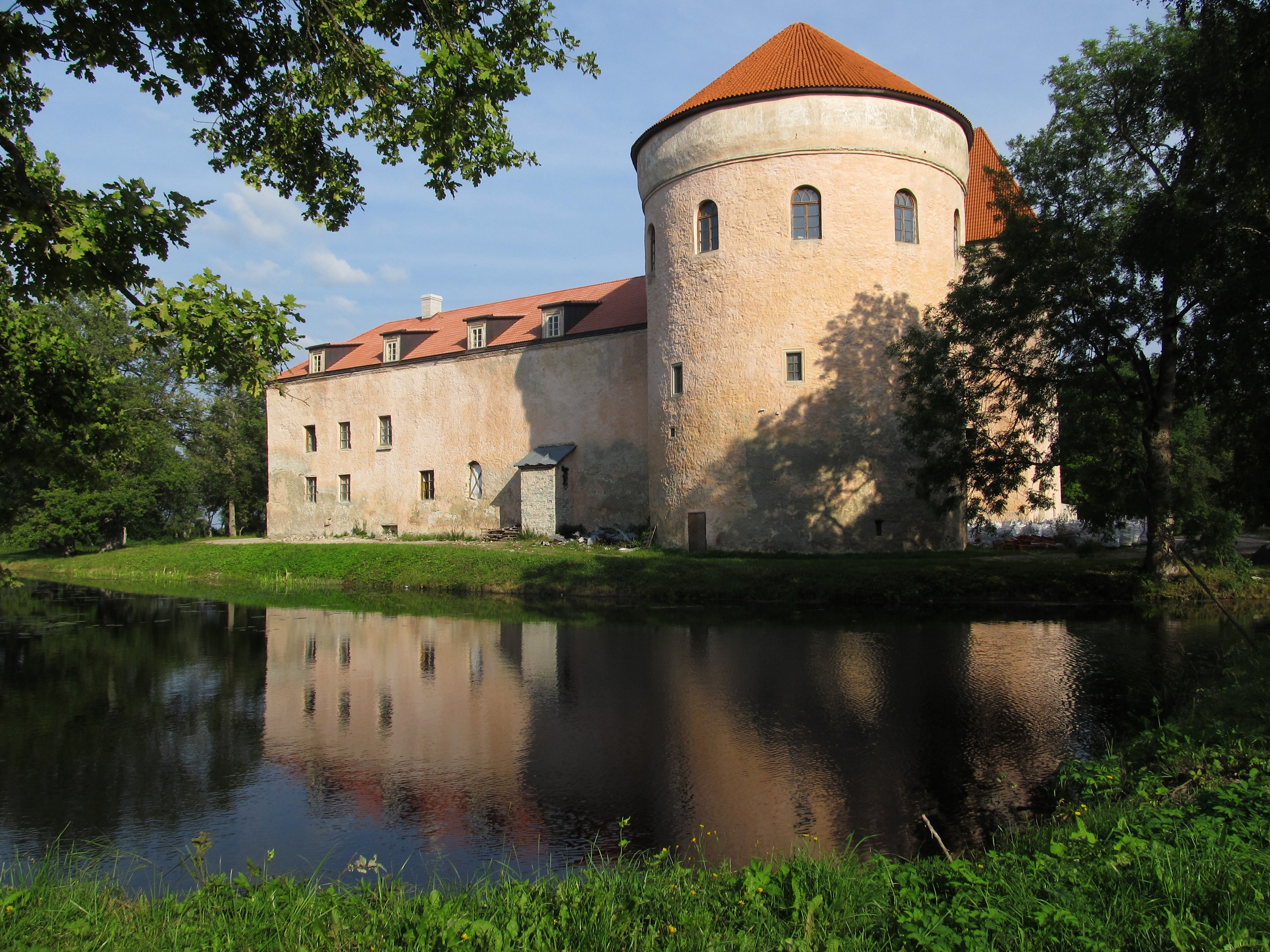
, locul între trupele ruse și suedeze în timpul Războiului Livonian. Războiul s-a încheiat cu confirmarea suzeranității suedeze asupra nordului Estoniei.

Cel puțin din epoca vikingă au existat contacte între locuitorii Suediei de astăzi și ai Estoniei. De exemplu, o piatră runică⁠(d) din Biserica Roslags-Bro⁠(d) din Suedia comemorează un bărbat care a fost ucis în Estonia în secolul al XI-lea. A existat o minoritate suedeză în Estonia cel puțin încă din Evul Mediu. În timpul Cruciadelor Nordice, cruciații suedezi încercat, fără succes, să cucerească Estonia. Cavaleri cruciați, mai ales germani, au cucerit însă zona și au înființat Statul Ordinului Teutonic acolo și pe teritoriul celei mai mari părți a statelor baltice de azi. Odată cu declinul Ordinului Teutonic și al statului său, ambițiile politice suedeze în Estonia au revenit. Viitorul rege Ioan al III-lea avea deja, ca mare duce al Finlandei în anii 1550, ambiția de a impune dominația suedeză în Estonia, dar a fost ținut în frâu de tatăl său, Gustav Vasa. Abia în 1561, nobilimea locală⁠(d) i-a cerut noului rege, Eric al XIV-lea, să intervină în Războiul Livonian aflat în desfășurare și să protejeze teritoriile Harjumaa, Virumaa⁠(d) și orașul Tallinn în schimbul suzeranității. Războiul Livonian, în care Suedia s-a implicat astfel, avea să dureze până în 1583 (și să se încheie prin tratatul de la Plussa). Pentru Suedia, aceasta a dus la păstrarea teritoriului care în 1561 solicitase protecția suedeză și, în plus, la capturarea orașului Narva.
Numele de Livonia, care anterior desemna toată Estonia și Letonia de astăzi, a rămas de acum aplicat doar sudului Estoniei și Letoniei controlate de polonezi; în timp ce numele de „Estonia” a început să desemneze zonele controlate de suedezi din nordul și vestul Estoniei actuale. Abia la începutul secolului al XX-lea termenul „Estonia” a început să fie folosit cu sensul de toate ținuturile în care locuiau oamenii vorbitori de estonă.
Suedia a început să reorganizeze guvernarea noului ducat abia după încheierea tratatului de pace cu Rusia în 1583. Ca și stările din Livonia, aristocrația și orașele estone capitulaseră cu condiția ca privilegiile lor să fie păstrate. Spre deosebire de Livonia, unde Polonia a încălcat în curând acordul, regii suedezi și-au ținut promisiunile față de orașul Tallinn și nobilimea locală.
Moșierii din nordul și vestul Estoniei, care formau nobilimea estonă, erau reprezentați de adunarea generală a acesteia, reunită în mod regulat o dată la trei ani (Landtag) și de corpul său executiv — colegiul magistraților (Landratscollegium). Monarhia suedeză era reprezentată de lordul locotenent, mai târziu guvernator, iar zona era guvernată cu ajutorul nobilimii. Proprietățile coroanei constau din pământurile deținute anterior de Ordinul Livonian, mănăstiri și episcopi, precum și moșii cu conace părăsite; o parte din pământurile care fuseseră abandonate în război au intrat sub controlul aristocrației locale. Pentru administrare, aceste pământuri au fost împărțite în feude⁠(d), subîmpărțite în conace ale coroanei conduse de aprozi. Regii suedezi au dăruit cu generozitate pământurile ca recompensă atât pentru merite, cât și pentru servicii.
Din acest motiv, majoritatea teritoriilor estone erau în proprietate privată la sfârșitul secolului al XVI-lea, iar proprietarii erau în mare parte germani baltici. Nobilimea germană baltică a dobândit o putere extinsă atât în sfera economică, cât și în cea politică, iar încercările ulterioare ale coroanei de a reduce această putere au întâmpinat o rezistență puternică. Acea autoritate centrală respectată atât de mult timp s-a datorat războaielor continue, care au conferit importanță păstrării loialității aristocrației locale.

## Expansiunea

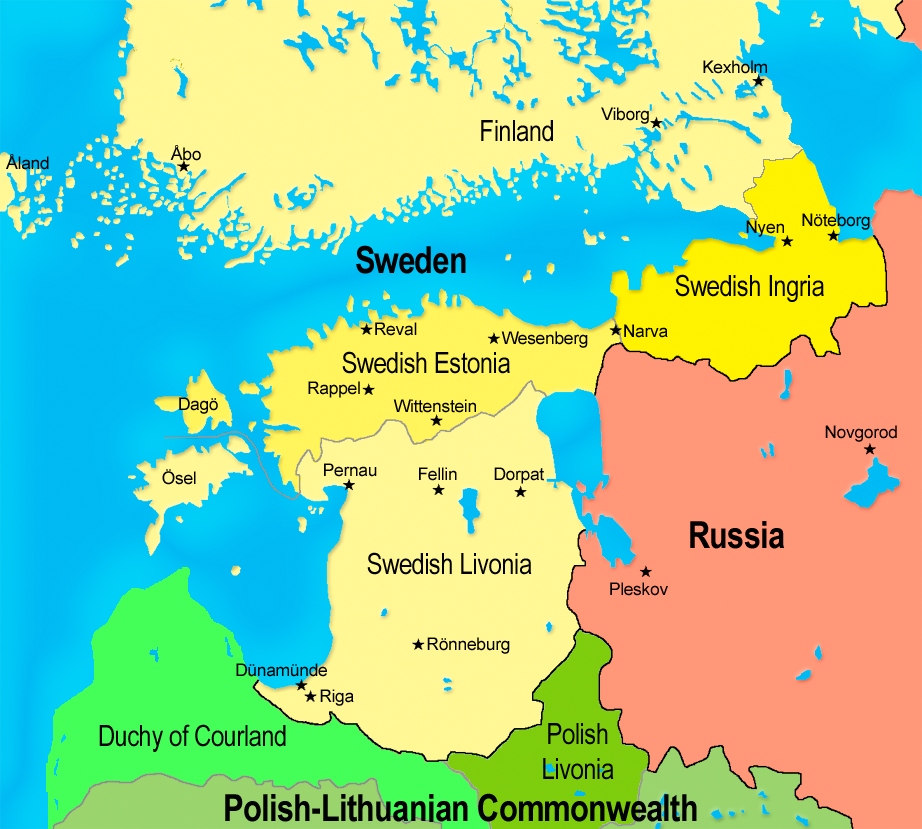
Provinciile baltice ale Imperiului Suedez în secolul al XVII-lea. Estonia actuală este formată din Ducatul Estoniei și părți din.

Cucerirea Ducatului Estoniei a fost punctul de pornire al unei politici de expansiune pentru Suedia, care avea să ducă la o perioadă din istoria Suediei denumită uneori Imperiul Suedez. În secolul al XVII-lea, Suedia a dobândit teritorii vaste în jurul Mării Baltice. În 1629, Livonia controlată de polonezi⁠(d), inclusiv părțile de sud ale Estoniei actuale, au fost cucerite de forțele suedeze, iar în 1645 insula Saaremaa (Ösel) a fost cedată de Danemarca Suediei ca parte a tratatului de pace de la Brömsebro⁠(d).
Capitularea nordului Estoniei în fața Suediei fusese primită drept una voluntară. În schimb, Livonia a fost privită ca un teritoriu ocupat. Prin urmare, regele Gustav al II-lea Adolf (1611–1632) a restaurat doar parțial privilegiile aristocrației livone, pierdute în vremurile dominației polone. Condusă de un guvernator general, provincia a fost guvernată cu o autoritate centrală puternică și au fost instituite legile suedeze. O mare parte din aristocrația locală a fugit și în timpul războiului și, în locul ei, membrii nobilimii suedeze⁠(d) au venit să pună stăpânire pe multe dintre moșiile livone.
Autoritățile suedeze au exercitat un control strict asupra vieții religioase și intelectuale, organizând inspecții regulate, așa-numitele vizite, de la sfârșitul secolului al XVI-lea și pe tot parcursul secolului al XVII-lea. Clerul superior – episcopi sau superintendenți – au vizitat congregație după congregație pentru a inspecta credințele religioase ale țăranilor și pentru a elimina rămășițele păgânismului⁠(d) sau catolicismului. Prima vizită amplă a fost efectuată de Johannes Rudbeckius⁠(d). Cu ajutorul guvernatorului Johan Skytte⁠(d), Gustav al II-lea Adolf a instituit curtea de apel la Tartu și Universitatea din Tartu. 
Cu toate acestea, succesorii lui Gustav al II-lea Adolf au cedat mai multe drepturi aristocrației livone, în parte pentru că statul a renunțat la puterea economică și politică prin transferul majorității proprietăților coroanei în mâini private (în mare parte aristocrației suedeze, ca răsplată pentru merite). În 1647, nobilimea livonă dobândise recunoaștere: era și ea acum reprezentată într-un Landtag regional și un Landratscollegium executiv. Landtagul era convocat la fiecare trei ani, iar politicile erau discutate cu autoritatea centrală. Aristocrația Estoniei, Livoniei și Öselului (Saaremaa) nu avea nicio reprezentare în Dieta suedeză (Riksdag).

## Domnia lui Carol al XI-lea

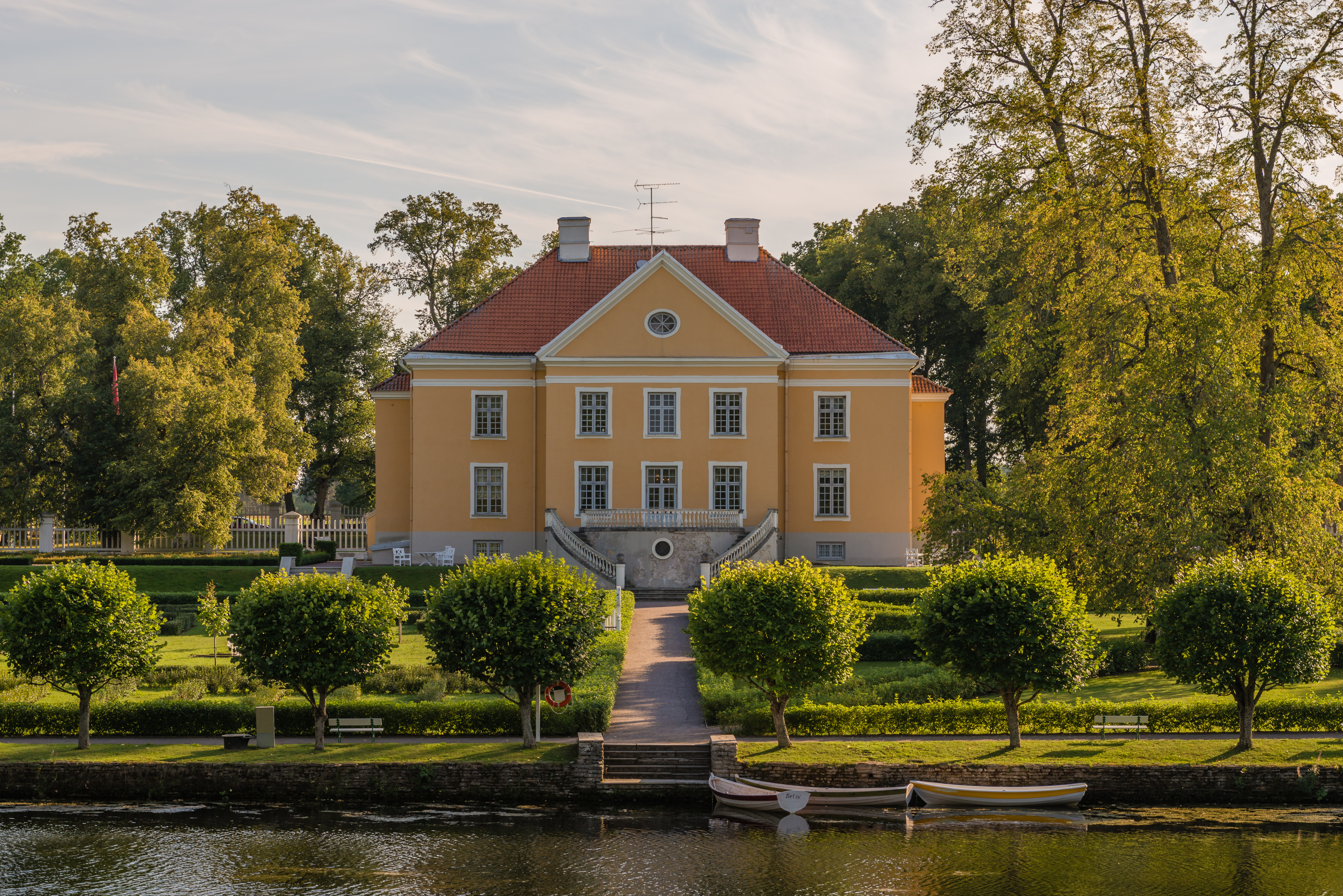
Conacul Palms a fost construit în timpul domniei lui Carol al XI-lea.

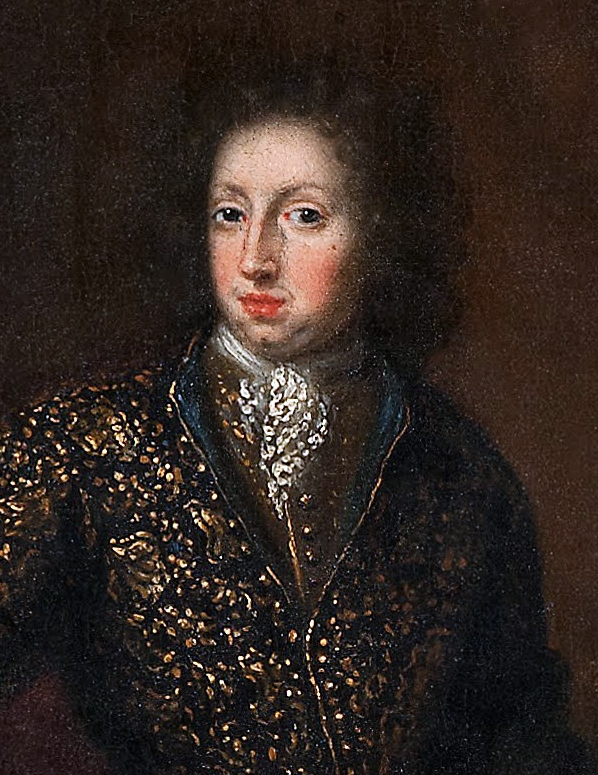
Carol al XI-lea a inițiat mai multe reforme în Estonia controlată de suedezi.

Domnia regelui Carol al XI-lea (1672–1697) a adus schimbări drastice în politica Suediei în provinciile sale de peste mări. Ca urmare a războiului continuu și a transferului posesiunilor coroanei în proprietate privată, veniturile statului suedez s-au diminuat. Pentru a-și spori veniturile, statul a efectuat așa-numita reducere⁠(d) a posesiunilor nobiliare. Această reducere a fost legată de o altă schimbare radicală — formarea monarhiei absolutiste⁠(d) sub Carol al XI-lea, care căuta să întărească autoritatea centrală în toate părțile imperiului și promova legături puternice între continent și provinciile de peste mări.
În 1680, Riksdagul suedez a proclamat Marea Reducere. Deși reducerile anterioare nu s-au extins în Estonia și Livonia, de această dată și ele au fost afectate. Toate moșiile care intraseră în posesie privată de la începutul stăpânirii suedeze urmau să fie reduse. Această cerință a întâmpinat o opoziție acerbă din partea nobilimii locale. Clasele superioare locale au văzut această decizie a Riksdagului suedez — luată fără aprobarea Landtagurilor locale — drept o încălcare a drepturilor lor, și a principiilor guvernării duale a statului și aristocrației care funcționase până atunci; nobilimea livonă considera că provinciile de peste mări erau legate de Suedia printr-o uniune. În Ducatul Estoniei, unde proprietatea asupra pământului era determinată mai clar și unde existau mai multe conace lăsate moștenire conform unei legi străvechi, reducerea din 1680 a decurs destul de pașnic.
Reducerea a fost urmată și de alte reforme. Arendașii conacelor nu mai aveau voie să bată țăranii; țăranii puteau da în judecată arendașii, și chiar să facă apel la însuși rege. Era interzisă vânzarea țăranilor fără pământ, izgonirea lor sau acapararea micilor gospodării ale țăranilor proprietari. Statutul țăranilor estoni de pe conacele coroanei nu era încă comparabil cu cel al țăranilor liberi din Suedia, dar era mult mai bun decât statutul țăranilor de pe pământurile private. La începutul reducerii, Carol al XI-lea și-a anunțat intenția de a desființa iobăgia pe moșiile coroanei estone, deoarece iobăgia era ceva specific provinciilor baltice.

## Marele Război al Nordului și sfârșitul stăpânirii suedeze în Estonia
Reformele efectuate în Estonia sub Carol al XI-lea nu au avut efect de durată; în realitate, doar legea bisericească suedeză fusese pusă în practică. În 1697, Carol al XI-lea a murit de cancer, și pe tron a urcat fiul său Carol al XII-lea. În 1700 a izbucnit Marele Război al Nordului. În 1699, Polonia, Danemarca și Rusia formaseră o alianță anti-suedeză. Războiul, care a durat până în 1721 și în care una dintre cele mai importante victorii suedeze a fost repurtată în Estonia, în bătălia de la Narva, s-a dovedit în cele din urmă dezastruos pentru Suedia. În 1709, forțele rusești au început să asedieze Riga, centrul Livoniei; după capturarea Rigăi în 1710, orașele livone și estone au capitulat unul după altul. Războiul de pe teritoriul Estoniei s-a încheiat cu capitularea Tallinnului⁠(d) în septembrie 1710. Întrucât Rusia considera sprijinul nobilimii locale ca fiind esențial pentru consolidarea puterii sale, orașele și aristocrații au obținut condiții favorabile de capitulare. Încorporarea Estoniei și Livoniei în Rusia a fost proclamată prin pacea de la Nystad⁠(d) din 1721, care a pus capăt luptelor de aici, care au continuat însă încă zece ani în afara Estoniei.

## Cronologie
|  |